# Hardware
Hardware označuje veškeré fyzicky existující technické vybavení počítače na rozdíl od dat a programů (označovaných jako software).
Většina stolních počítačů se v současné době skládá z těchto součástek, nicméně tyto parametry se u každého počítače liší klidně i několikanásobně: 
- základní deska,
- minimálně jeden pevný disk nebo SSD disk o velikosti od 120 GB po jednotky TB,
- Paměť o velikosti 128kb –1054 GB a rychlosti 2400-7400 MHz,
- 1–24jádrový procesor s pracovní frekvencí 2400–5200 MHz,
- grafická karta integrovaná nebo dedikovaná s video pamětí obvykle 512 MB–24 GB,
- ventilátory a chladiče,
- zdroj s výkonem od 350 W až po 1500 W.

## Von Neumannova architektura
Šablonou pro všechny moderní počítače je Von Neumannova architektura, dokument z roku 1945 maďarského matematika Johna von Neumanna. Popisuje návrhovou architekturu pro elektronický digitální počítač s dílčím CPU a procesorových registrů a vstupně výstupních operací. Ukládání dat a instrukcí.

## Typické části hardwaru

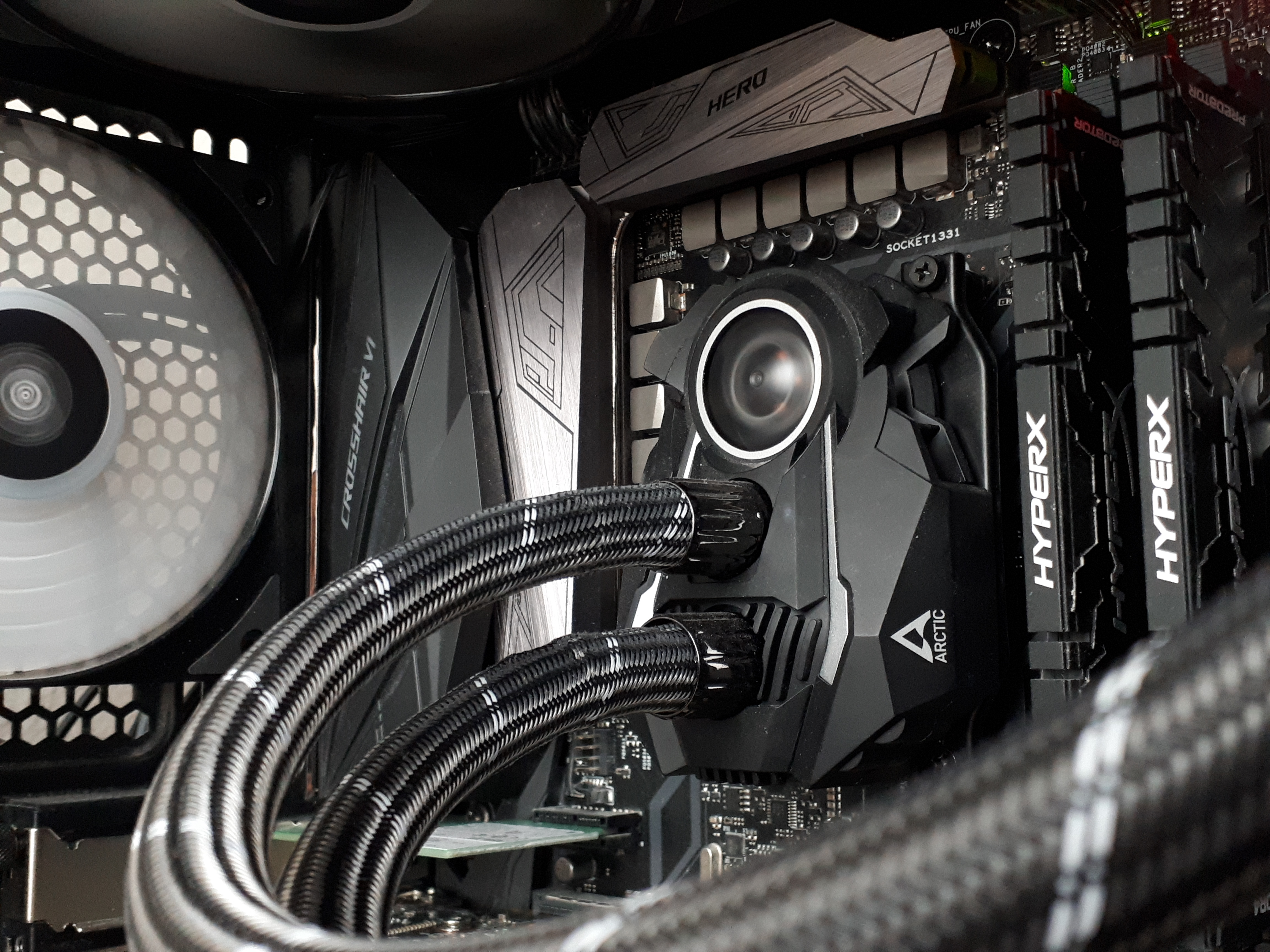
Hardware. Lze vidět ventilátor, základní desku, RAM, kapalinový chladič a WI-FI kartu.

### Procesor
Procesor (anglicky Central Processing Unit, zkratka CPU) je v informatice základní součást počítače, která vykonává strojový kód spuštěného počítačového programu. Je to velmi složitý sekvenční integrovaný obvod umístěný na základní desce počítače.

### Grafická karta
Grafická karta je součástí počítače a stará se o zobrazení obrazu na monitoru, grafické výpočty atd. Připojena je většinou přes PCI-Express patici. Může být i integrována na základní desce. Většinou se jedná o nejnutnější čipy, výjimečně se přidává vlastní paměť.

### Paměť RAM
RAM (anglicky random-access memory, paměť s přímým přístupem) je typ elektronické paměti, která umožňuje přístup k libovolné části v konstantním čase bez ohledu na její fyzické umístění. Proto je doslovný překlad anglického slova random jako „paměť s náhodným přístupem“ zavádějící a je vhodnější používat český termín „paměť s přímým přístupem“ (nebo libovolným přístupem).
Druhy RAM
- SDRAM
- DDR1, DDR2, DDR3, DDR4, DDR5
- Grafické
  - (G)DDR3, (G)DDR4, GDDR5, GDDR5X, GDDR6, GDDR6X

### Pevný disk
Pevný disk (zkratka HDD, anglicky hard disk drive, nebo SSD, anglicky solid state drive) je nevolatilní zařízení, které v počítačích (a některé spotřební elektronice) slouží k dočasnému nebo trvalému uchovávání většího množství dat. U HDD za využití technologie magnetické indukce a u SSD pomocí čipů s flash pamětí (podobná té, která se využívá ve flash discích nebo paměťových kartách)

### Základní deska
Základní deska (anglicky mainboard či motherboard) je základní součástí hardwaru počítačů. Jejím hlavním účelem je propojit jednotlivé součástky počítače do fungujícího celku a poskytnout jim elektrické napájení. Postupem času se funkce základní desky rozšiřovala v tom, že sama začala obsahovat některé součástky počítače, které se do ní dříve musely zapojovat zvlášť (do patic neboli slotů). Typická základní deska umožňuje zapojení procesoru, operační paměti, grafické karty, disku a výstupních rozhraní. Dále je zde umístěna energeticky nezávislá paměť ROM, ve které je uložen BIOS, který slouží k oživení počítače hned po spuštění. Nejdůležitější integrované obvody jsou zabudovány v čipové sadě (anglicky chipset). Fyzicky může jít buď jenom o jeden čip, nebo dva. Čipová sada rozhoduje, jaký procesor a operační paměť je možné k základní desce připojit.

#### Chipset
Chipset, (dříve rozdělován na severní most (northbridge) a jižní most (southbridge), zprostředkovávají komunikaci mezi procesorem a ostatními komponentami systému, včetně operační paměti.

#### Rozšiřující sloty
Rozšiřující sloty umožňují připojit k počítači další zařízení. Postupem času se vyvinul velký počet druhů. Odlišují se zejména přenosovými rychlostmi a schopnostmi napájet připojená zařízení.
- ISA – dnes již nepoužívané. Dřív se používala pro připojení třeba grafických karet (v té době 2D akcelerátorů), zvukových karet a dalších
- EISA – dnes již nepoužívané, rozšíření ISA slotu
- VESA – dnes již nepoužívané, určen pro grafické karty
- PCI – dříve běžně používaný slot pro všechny rozšiřující karty, dnes používané zřídka
- AGP – navržen speciálně pro grafické karty, již nepoužívané
- PCI Express – Nástupce PCI a AGP. Funguje jako univerzální slot pro připojení jakéhokoliv standardního typu přídavných karet

### Základní rozdělení počítačů
- osobní počítač
- počítače pro jiné než osobní použití:
  - řízení technologických procesů
  - distribuované výpočty
  - síťové služby (WWW, elektronická pošta)

Typický osobní počítač je složen z počítačové skříně, monitoru a dalších vstupně-výstupních periferií jako je klávesnice, myš, multimediální periferie atd.
Umístění počítačů pro jiné než osobní použití záleží na účelu a charakteru použití. Je možné počítač umístit do tzv. průmyslové skříně, které lze pak dále umisťovat do speciálních stojanů (racků), nebo je možné počítač jako vložené (embedded) zařízení umístit do skříně zařízení, které počítač řídí (např. automobil, DVD video přehrávač apod.).

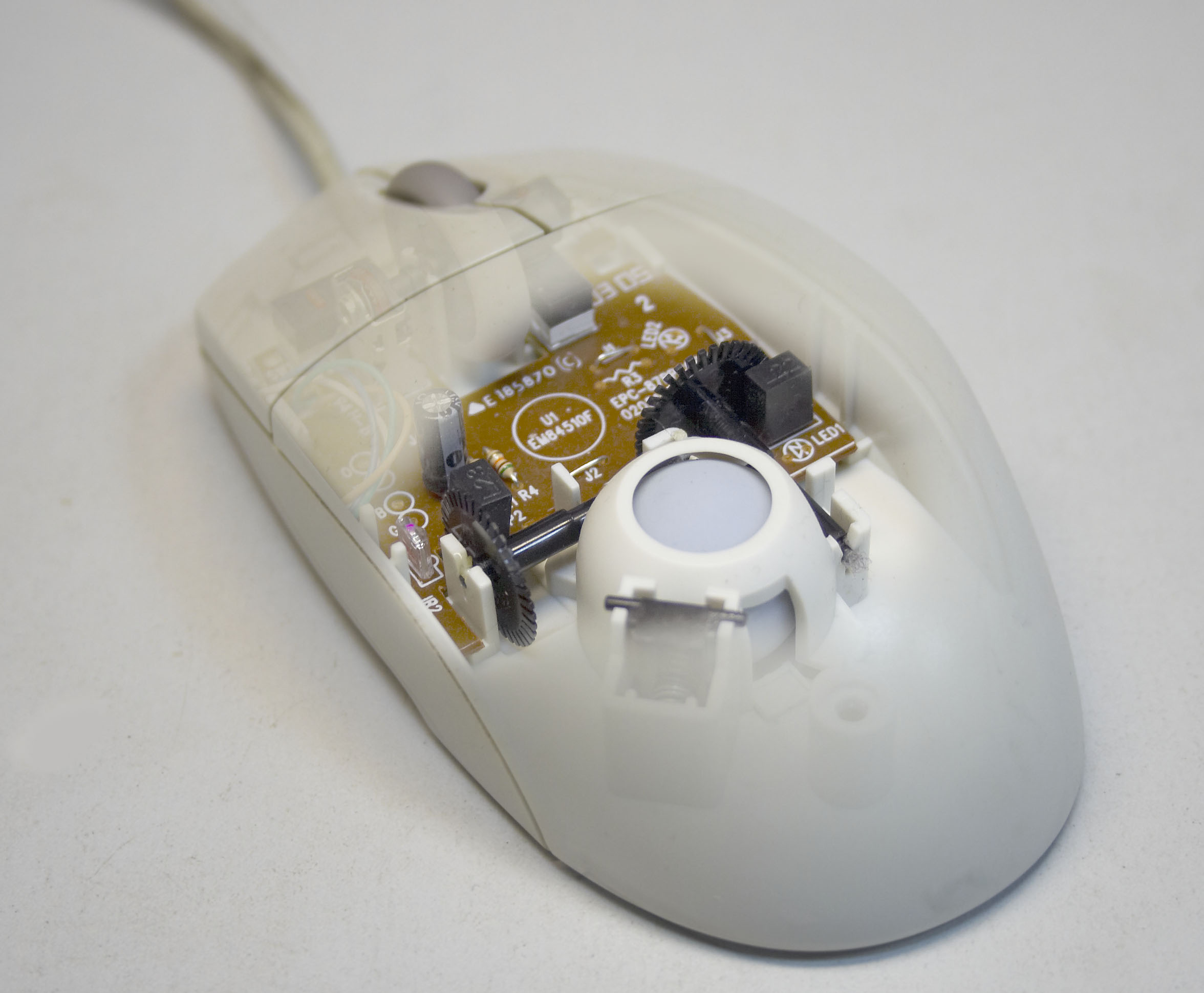
Kuličková myš

Periferie pro přímou komunikaci s uživatelem:
- vstupní
  - Počítačová klávesnice
  - Počítačová myš
  - Trackball
  - Trackpoint
  - Tablet
  - Joystick
  - Gamepad
  - Scanner
  - Webová kamera
- výstupní
  - Monitor
  - Tiskárna
  - Reproduktor
  - Plotter
  - Dataprojektor

## Hardware části PC
U běžných uživatelských PC najdeme:
- Počítačovou skříň – šasi většinou z plechu či plastu, ve kterém jsou součástky
- monitor – zobrazuje informace uživateli, je připojen k výstupu grafické karty
- počítačová klávesnice – zprostředkovává alfanumerický vstup od uživatele
- počítačová myš – umožňuje pohybovat kurzorem na obrazovce a vyvolávat události stiskem tlačítka
- vstupně-výstupní zařízení (počítačová tiskárna, scanner, a další ...)
- elektrický zdroj – mění síťové střídavé napětí 230 V na nižší stejnosměrné napětí (obvykle 12, 5 a 3,3 V), vhodné pro napájení komponent počítače
- základní deska – nese většinu elektronických částí počítače
- sběrnice – propojuje vstupně-výstupní zařízení s procesorem, umožňuje připojení rozšiřujících karet
- mikroprocesor – vykonává strojové instrukce, ze kterých jsou složeny programy
- operační paměť – za běhu počítače uchovává programy a data (viz elektronická paměť)
- grafická karta – umožňuje vytvořit v paměti obraz, který zobrazí na monitoru
- zvuková karta – vytváří signál, který se v reproduktoru mění na zvuk
- síťová karta – zprostředkovává připojení k počítačové síti
- pevný disk – uchovává programy i data i po vypnutí počítače